# Chilodes nigromaculata
Chilodes nigromaculata là một loài bướm đêm trong họ Noctuidae.